# برون (فردوس)
برون (بالفارسية: برون) هي مستوطنة تقع في قسم برون الريفي (مقاطعة فردوس) في إيران. يقدر عدد سكانها بـ 717 نسمة .